# Épopée du roi Gesar
Ne doit pas être confondu avec Gesar Mukpo.
L'épopée du roi Guésar — dit aussi Gesar Khan ou Gesar de Ling — est le poème épique le plus célèbre des populations tibétaines, et mongoles. 
Elle comporterait plusieurs millions de vers, ce qui en ferait l'œuvre littéraire la plus longue actuellement connue dans le monde. Composée il y a plus de huit siècles à partir de récits beaucoup plus anciens, elle est encore interprétée de nos jours par plusieurs dizaines de bardes dans les régions de populations tibétaines et mongoles.
L'épopée est inscrite au Patrimoine culturel immatériel de l'humanité depuis 2009 par l'UNESCO.

## Étymologie
Le nom Gesar aurait pour origine le titre romain de caesar ou le  turc kaisar, qui signifie « roi », « empereur », « souverain ». Si cette étymologie est exacte, ce titre ne lui aurait été attribué qu'après un certain nombre de conquêtes sur des territoires turcs et perses[réf. incomplète].
Selon Sogyal Rinpoché, Guésar est un mot tibétain qui signifie « indomptable »[réf. à confirmer].

## Origine
Selon Chogyam Trungpa, le roi Guésar de Ling aurait vécu au XIe siècle et régné sur la principauté de Ling, dans le Kham, ce qui pourrait correspondre au royaume de Lingtsang (Lingtshang). La famille Mukpo descend du roi Guésar de Ling.

## Relations avec  Shambhala
L'ouvrage Shambhala : la voie sacrée du guerrier de Chogyam Trungpa s'inspire de la sagesse du roi tibétain Guésar de Ling.

## Dimension religieuse
L'épopée du roi Gesar a, au fil des siècles, incorporé des éléments bouddhiques, mais n'en comprend pas moins de nombreux dieux et mythes antérieurs d'origine chamanique. Au fil des récits, on y découvre de puissantes divinités des montagnes et de nombreux esprits tutélaires des lieux où se déroulent les aventures de Gesar[réf. nécessaire].
Comme le note Geoffrey Samuel :
« Les attitudes face à l'épopée de Gesar varient considérablement d'un moine ou d'un lama tibétain à un autre. Nombre de gelugpa la désapprouvent fortement, tandis que les lamas kagyupa et nyingmapa y sont généralement favorables et la voient comme une expression de l'activité de Guru Rinpoche, et comme un véhicule des enseignements bouddhiques, en particulier ceux de l'école dzogchen. En conséquence, savoir si les babdrungs (bardes de l'épopée de Gesar) doivent être considérés comme des chopas (pratiquants du dharma) est une chose à laquelle il sera répondu différemment par ceux qui sont en faveur de l'épopée et ceux qui s'y opposent. Les babdrungs eux-mêmes insistent généralement, cependant, sur le lien entre l'épopée et le cho (le dharma, le bouddhisme) et se voient comme des sortes de chopas. »

## Récupération politique
Selon l'universitaire tibétologue et bouddhologue Georges B.J. Dreyfus, les autorités de la République populaire de Chine ont tenté d'utiliser l'épopée pour affaiblir le sentiment d'identité national tibétain mais, contrairement à leurs attentes, cette initiative a eu pour effet de le renforcer.

## Dans la tradition mongole
Dans la tradition mongole, Guésar de Ling serait une incarnation de Begtse, dieu protecteurs des Mongols.